# Seko Shamte
Seko Shamte (sinh ngày 29 tháng 10 năm 1981) là nhà sản xuất phim, nhà văn và đạo diễn người Tanzania.

## Thơ ấu
Seko Shamte lớn lên ở Dar es Salaam nhưng đã những năm đầu cô sống ở Hoa Kỳ cũng như Châu Á. Cha mẹ cô, Fulgence và Antonia Tingitana, cha là kỹ sư và mẹ, một chuyên gia giáo dục đã khuyến khích phát triển kỹ năng viết của cô bằng cách gửi cô đến trại viết trong kỳ nghỉ hè. Tại trường trung học Mzizima nơi cô học, cô đã được đánh giá cao về lịch sử và âm nhạc. Cô chơi violin và là chủ tịch của câu lạc bộ âm nhạc. Trong một chương trình tài năng tại trường trung học Zanaki, cô là người biểu diễn cho Radio One. Sau 17 năm, buổi biểu diễn tiếp tục đưa cô vào ngành truyền thông, với chương trình của riêng cô trên Đài phát thanh Đông Phi.

## Sự nghiệp
Sau khi hoàn thành BSC về tài chính với một chút về ngành truyền thông tại Marymount College Manhattan College và năm 2005, cô đến làm việc tại Đài truyền hình Đông Phi với tư cách là Trưởng phòng chương trình. Trong thời gian ở đài truyền hình, cô đã thấy sự sáng tạo của các chương trình truyền hình nổi tiếng Ze Comedy, Friday Night Live, 5 Live! và Nirvana. Ze Comedy is the highest ever rated comedy sketch show on Tanzanian television.
Seko Shamte bắt đầu công ty sản xuất của riêng mình, Alkemist Media vào năm 2008. sản xuất các chương trình và phim về Tanzania và Châu Phi để phân phối ra thị trường quốc tế. Bắt đầu bằng sự hợp tác Inside Africa của CNN, bao gồm một câu chuyện về Hashim Thabeet, cầu thủ bóng rổ NBA của Tanzania và đóng góp của anh ấy cho cộng đồng của mình ở Tanzania; một câu chuyện về sự di cư của người Maasai ở Tanzania. (Inside Story) Tiếp theo là một loạt các phần khác cho các mạng phát sóng CNN, ABC ở Hoa Kỳ và BBC ở Anh.

## Danh sách phim
| YEAR | TITLE                      | ROLE                          | NOTE                    |
| ---- | -------------------------- | ----------------------------- | ----------------------- |
| 2011 | MKWAWA: Shujaa wa Mashujaa | Writer, Producer, Director    | Feature Documentary     |
| 2014 | The Team Tanzania          | Writer, Producer, Director    | Television series       |
| 2015 | Jikoni na Marion           | Producer, Director            | Television cooking show |
| 2015 | Home Coming                | Writer, Producer, Director    | Feature film            |
| 2018 | Mid Night                  | Writer, Co-Producer, Director | Short film              |